# Franciszek Salezy Miaskowski
Franciszek Salezy Karol Miaskowski herbu Bończa II (ur. 1739, zm. 14 marca 1816 roku w Otorowie) – kasztelan gnieźnieński w latach 1786–1795, starosta gnieźnieński w 1775 roku, członek Rady Nieustającej.

## Życiorys
Był synem Kaspra, stolnika poznańskiego i drugiej jego żony Joanny Malczewskiej, bratem Andrzeja Marcina i Józefa. W jesieni 1760 mianowany został szambelanem królewskim. W 1764 roku jako poseł województwa kaliskiego na sejm elekcyjny był elektorem Stanisława Augusta Poniatowskiego z województwa kaliskiego.
W 1766 roku był posłem na Sejm Czaplica z województwa poznańskiego.
Członek konfederacji Adama Ponińskiego w 1773 roku. Jako poseł województwa kaliskiego na Sejmie Rozbiorowym 1773–1775 wszedł w skład delegacji wyłonionej pod naciskiem dyplomatów trzech państw rozbiorczych, mającej przeprowadzić rozbiór, powołany do Komisji Emfiteutycznej Koronnej. 18 września 1773 roku podpisał traktaty cesji przez Rzeczpospolitą Obojga Narodów ziem zagarniętych przez Rosję, Prusy i Austrię w I rozbiorze Polski.
Członek konfederacji Andrzeja Mokronowskiego w 1776 roku  i poseł na sejm 1776 roku z powiatu konińskiego Członek Departamentu Wojskowego Rady Nieustającej w 1777 roku.
W latach 1778–1789 był rotmistrzem kawalerii narodowej. W 1778, 1786 i 1788 roku pobierał stałą pensję z kasy ambasady rosyjskiej. Był członkiem konfederacji Sejmu Czteroletniego.  Figurował na liście posłów i senatorów posła rosyjskiego Jakowa Bułhakowa w 1792 roku, która zawierała zestawienie osób, na które Rosjanie mogą liczyć przy rekonfederacji i obaleniu dzieła 3 maja. Był konsyliarzem konfederacji targowickiej z województwa gnieźnieńskiego, konsyliarzem konfederacji generalnej koronnej w konfederacji targowickiej.
W 1786 odznaczony Orderem Orła Białego, w 1776 został kawalerem Orderu Świętego Stanisława.